# 「I Love You」のある世界
『「I Love You」のある世界』（アイラブユーのあるせかい）は、鷲崎健の3枚目のオリジナルアルバム。2012年5月23日にアトミックモンキーから発売。

## 解説
- これまでのアルバム2作品は、過去にライブにて披露していた楽曲をまとめたものだったのに対し、本作品はアルバム制作より一年以内に作られた楽曲が中心となっている。
- 鷲崎がパーソナリティを務める『A&G 超RADIO SHOW〜アニスパ!〜』第423回(2012年5月12日放送)の通販コーナー「タケネット・タケシ」にて先行予約を行なった。この先行予約の特典として、鷲崎の直筆サイン入りオリジナルポストカードが付属。この回は野球中継延長のため70分バージョンでの放送だったものの、番組放送中に予約枚数が1,000枚を超える[1]。
- ジャケットでブランコを漕いでいる女の子は七瀬亜深[2]。
- 「「I Love You」のある世界」のMVが制作される。ソロ楽曲では初。
- 作家の乙野四方字は「「I Love You」のある世界」に着想を受けて、小説『僕が愛したすべての君へ/君を愛したひとりの僕へ』を執筆した事を明かし、同曲を脳内テーマソングとしている[3]。

## 収録曲
1. ロリポップ [4:32]
Words & Music by 鷲崎健, Arranged by 杉浦"ラフィン"誠一郎
2. シャナナ [4:29]
Words & Music by 鷲崎健, Arranged by 杉浦"ラフィン"誠一郎
3. 雨男 [5:33]
Words & Music by 鷲崎健, Arranged by 杉浦"ラフィン"誠一郎
4. ハッピーの誕生 [4:26]
Words & Music by 鷲崎健, Arranged by 杉浦"ラフィン"誠一郎
緒方恵美のアルバム Rebuildに提供した曲のセルフカバー
5. バラバラ～Balance 2 Variance～ [5:29]
Words & Music by 鷲崎健, Arranged by 杉浦"ラフィン"誠一郎
6. sleeps 午後 [4:00]
Words & Music by 鷲崎健, Arranged by 杉浦"ラフィン"誠一郎
7. kiss×kiss [4:03]
Words & Music by 鷲崎健, Arranged by 杉浦"ラフィン"誠一郎
8. HAPPINESS [5:32]
Words & Music by 鷲崎健, Arranged by 杉浦"ラフィン"誠一郎
9. 恋はディスコ [4:52]
Words & Music by 鷲崎健, Arranged by 杉浦"ラフィン"誠一郎, Arrange Support: 堀ケイヂ
10. 女の子の髪の匂いを一日中かいでたい [3:32]
Words & Music by 鷲崎健, Arranged by 杉浦"ラフィン"誠一郎
智一・美樹のラジオビッグバン オープニングテーマ
浅沼晋太郎・鷲崎健の「思春期が終わりません」 オープニングテーマ
11. Baby!人生はあっちゅー間!!  [4:49]
Words & Music by 鷲崎健, Arranged by 杉浦"ラフィン"誠一郎
智一・美樹のラジオビッグバン エンディングテーマ
12. anymore [5:47]
Words & Music by 鷲崎健, Arranged by 杉浦"ラフィン"誠一郎
13. 「I Love You」のある世界 [7:17]
Words & Music by 鷲崎健, Arranged by 杉浦"ラフィン"誠一郎
電波研究所5月度エンディングテーマソング（2012年5月）

## 参加ミュージシャン
- ドラム：内田稔
- ベース：笠原直樹、ロミー木ノ下
- エレクトリックギター、アコースティックギター：玉川雄一
- トランペット、トロンボーン：島裕介
- コーラス：学園祭学園（青木佑磨／阿部草介／市川太一）、伏田幸平、KAZCO